# Imágenes de Actualidad
Imágenes de Actualidad fou una revista espanyola de temàtica cinematogràfica. Creada per l'empresa Dirigido Por…, va ser una de les publicacions de cinema més populars i amb major contingut informatiu del panorama espanyol.

## Història
Imágenes de Actualidad (també coneguda com a Imágenes) va ser la segona revista de l'empresa Dirigido Por…. Va ser creada en 1985 com un periòdic quinzenal i va passar a format de revista a la fi d'aquesta mateixa dècada. La redacció estava situada a Barcelona, encara que tenien una petita filial a Madrid per a cobrir estrenes i esdeveniments similars. El seu preu era de 3,40 € en la península i 3,55 € a les Illes Canàries, aquesta revista no era fàcil de trobar en els punts de venda ja que funcionava principalment mitjançant subscripció. Era una publicació mensual, amb un total d'onze números a l'any, que repassava les novetats del panorama cinematogràfic des d'un enfocament popular, comercial i analític, donant especial atenció als èxits internacionals. La revista comptava amb un gran nombre de reportatges acompanyats amb una enorme quantitat de fotografies. A més de les estrenes i els reportatges (parts més característiques de la revista), també comptava amb una sèrie d'entrevistes protagonitzades pels actors, les actrius i els directors més populars del moment. També tenia una bona pàgina web en la qual es penjaven el sumari, el gran reportatge, la crítica del mes i alguna altra peça aleatòria de cada número.

## Circulació
Imágenes no tenia a l'abast del públic les seves dades de circulació, però se sap que rebia una ajuda del Ministeri de Cultura d'Espanya per a la seva difusió gratuïta en biblioteques, centres culturals i universitats.

## Seccions
Aquesta revista comptava, a més dels reportatges i entrevistes, amb una sèrie de seccions fixes que es repeteixen en tots els números:
Noticias: on es parla, principalment, dels rodatges de les noves pel·lícules.

Ranking: actualitat de la taquilla americana i espanyola.

Hollywood Boulevard y Hollywood Babilonia: on es tracta la informació sobre el cinema i les seves estrelles.

Él Dice, Ella Dice: secció amb declaracions de gent important del món del cinema.

Sabías qué…?: curiositats sobre el cinema, la seva història i els seus protagonistes.

Se Rueda y Gran Vía: notícies del cinema nacional.

Cult Movie: reportatges sobre cinema de culte i independent.

Zona sin Límites y Diccionario Fantástico: secció sobre cinema de ciència-ficció i fantàstic.

Primeras Fotos: avanços fotogràfics de les pel·lícules més esperades.

Críticas: de pel·lícules, llibres, bandes sonores i estrenes en DVD.

## Dirigido Por
Imágenes de Actualidad va ser la segona revista creada per l'empresa Dirigido Por…. La primera va ser creada en 1972 sota el mateix nom que l'empresa. En 1981, van sortir a la llum una col·lecció de llibres titulada “Sèrie Major”, dedicats al món del cinema i a les seves estrelles. A més, en 1994, va sortir una altra col·lecció anomenada “Programa doble”, compost de crítiques amb alt contingut analític i informatiu dels films més famosos de la història del cinema.